# Veenwouden vasútállomás
Veenwouden vasútállomás vasútállomás Hollandiában, Dantumadiel városában.

## Vasútvonalak
Az állomást az alábbi vasútvonalak érintik:
- Harlingen–NieuweSchans-vasútvonal

## Kapcsolódó állomások
A vasútállomáshoz az alábbi állomások vannak a legközelebb:
- Hurdegaryp vasútállomás
- Zwaagwesteinde vasútállomás